# Microplitis amplitergius
Microplitis amplitergius är en stekelart som beskrevs av Xu och He 2002. Microplitis amplitergius ingår i släktet Microplitis och familjen bracksteklar. Inga underarter finns listade i Catalogue of Life.